# Xiahou Dun
Xiahou Dun (Yuanrang) (? -220) was een Chinees generaal onder de krijgsheer Cao Cao, die zijn neef was. Xiahou Yuan was zijn broer.

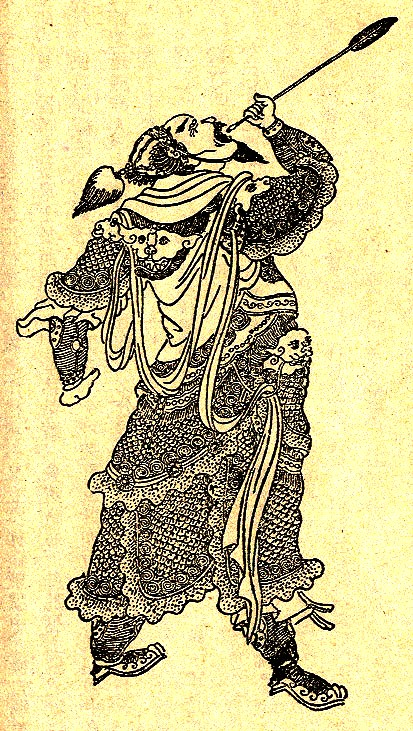
Xiahou Dun eet zijn oog op

## Militaire loopbaan
Toen Xiahou Dun op de militaire academie meemaakte dat een leerling zijn leraar beledigde doodde hij hem. Zo werd hij bekend als een rechtvaardige maar gewelddadige man.
Tijdens het Beleg van Xiapi werd hij door Cao Xing, een officier van Lu Bu, met een pijl in zijn linkeroog verwond. Dun haalde de pijl eruit met zijn oog, waarbij hij (volgens de overlevering) sprak: Bloed van mijn moeder, zweet van mijn vader; ik kan dit niet wegwerpen!, en slikte zijn oog door. Daarna doodde hij Cao Xing met zijn zwaard.
In de Roman van de Drie Koninkrijken is Guan Yu de aartsvijand van Dun. Zeer tegen zijn zin neemt zijn heer Cao Cao de krijger Guan Yu als generaal in zijn leger op en zet hem in tijdens de Slag bij Guandu. Maar als hij daar van zijn dood gewaande broeder Liu Bei hoort, verlaat hij Cao Cao's leger. Xiahou Dun kon dit niet aanvaarden en wees Yu op zijn eed van trouw; daar Guan Yu niet luisterde en vluchtte, zette Dun de achtervolging in. De twee vechten het uit, maar dan komt een boodschapper van Cao Cao die Dun gebiedt Guan Yu te laten gaan.